# 大眾部
大眾部（巴利語：Mahāsaṅghika），音譯摩訶僧祇部，略稱僧祇部，又稱聖大眾部，一般認為大眾部與上座部的根本分裂是部派佛教的開端，大眾部亦列為十八部或二十部之一。
《異部宗輪論》記載上座部與大眾部的根本分裂，是因為大天五事而導致的。《島史》則記載是因為十事非法的諍論而起。大乘佛教《文殊師利問經》稱「根本二部從大乘出」，而在學術界普遍認為大乘佛教是從大眾部和上座部演變而來。

## 源流
「律分五部」是關於部派早期分化的古老說法，義淨去印度時已然無聞，大眾部的此項記載見於法顯《摩訶僧祇律私記》，上座部中最早與大眾部分裂的是法藏部：
|  | 中天竺昔時，暫有惡王御世，諸沙門避之四奔，三藏比丘星離。惡王既死，更有善王，還請諸沙門還國供養。時巴連弗邑，有五百僧，欲斷事而無律師，又無律文，無所承案，即遣人到祇洹精舍，寫得律本，于今傳賞。……佛泥洹後，大迦葉集律藏，為大師宗……。大迦葉滅後，次、尊者阿難……。次、尊者末田地……。次、尊者舍那婆斯……。次、尊者優波崛多……。於是遂有五部名生，初、曇摩崛多別為一部。次、彌沙塞別為一部。次、迦葉維復為一部。次、薩婆多。……自上諸部，義宗各異。……於是五部並立，紛然競起，各以自義為是。時阿育王言：我今何以測其是非？於是問僧：佛法斷事云何？皆言：法應從多。王言：若爾者，當行籌，知何眾多。於是行籌，取本眾籌者甚多，以眾多故，故名摩訶僧祇。 |

傳統上對於大眾部的起源還有多種說法:
1. 根據說一切有部《大毘婆沙論》記載，說一切有部（自稱上座部諸部根源）與大眾部根本分裂的原因在於大眾部的創始人大天，他提出對阿羅漢餘習和證道機緣的五種說法（大天五事）[4]，因此造成分裂。《異部宗輪論》記載此次根本分裂發生在孔雀帝國阿育王時代[5]，此後百年又有同名“大天”提出同樣“五事”，在印度南部創立制多部。
2. 南傳佛教《島史》記載，部派分立，開始於佛陀滅度後百年。因為對戒律的看法有分歧，耶舍比丘會集七百上座比丘，在毘舍離集結戒律（七百集結），論定了十事非法。在此之後，毘舍離的跋耆族比丘集合一萬人，自行集結，稱為大結集。此後，遵守七百集結戒律的僧團，稱為上座部，而遵守毘舍離比丘萬人集結戒律的僧團，則稱大眾部[6]。
3. 北傳佛教《舍利弗問經》記載，大迦葉所結集的律藏就是大眾律，在巽伽王朝滅法[7]後，佛教復興時，有上座比丘增廣戒律而造成了分裂[8]。《舍利弗問經》提及了文殊師利[9]，因為稱讚大眾部[10]，有人認為其屬於大眾部經典，此經收錄了與《異部宗輪論》類似的後續分裂部派，以及與《大比丘三千威儀》相同的五部特色與服色記載。
4. 《大唐西域記》記載了關於大眾部結集的傳說，無法參與第一次結集的大眾，在距第一次結集地點二十餘里處發起了數百千人大結集，因參與者廣泛而稱大眾部結集[11]。《三論玄義》記載婆師波尊者在第一次結集的界外發起了大眾部萬人大結集，稱為界外結集[12]。

## 歷史
在“律分五部”說法中，說一切有部是在分別說部三部之後分裂出的部派，此前的法藏部、化地部和飲光部都因某位上座長老與僧伽大眾不合而分裂，此長老及其弟子形成的新僧伽以這位長老的名字來稱呼。說一切有部《大毘婆沙論》最早提出“上座部”這個概念，並記載自身因大天五事而與大眾部發生了根本分裂，後人因而認為說一切有部是最早與大眾部並列的根本部派。
赤銅鍱部《善見律毘婆沙》記載在佛滅二百餘年後，阿育王時代，在華氏城僧團中有一位名望極高的大天比丘。阿育王長子摩哂陀以帝須尊者為和尚而出家，以大天為阿闍梨受十戒，以末田底迦為阿闍梨而受具足戒，因帝須是其和尚，摩哂陀傳承了他的法統。因佛教僧伽不與外道一起和合誦戒，華氏城皇家寺院七年未舉行布薩，故阿育王請回帝須尊者，在阿育王遣散外道之後，帝須主持了第三次結集，這次結集象徵著佛教與其他沙門教派間的徹底分離。第三次結集後僧團派大天至南印度迈索尔傳播佛教。
赤銅鍱部《論事》記載了大天五事的五事，但未提及大天這個人物，《論事》的覺音註釋稱其多為案達羅派的觀點。說一切有部《大毘婆沙論》還記載大眾部曾借摩揭陀國國王的力量攻擊說一切有部，又有傳說此王就是阿育王，這個說法寫入了的《異部宗輪論》。
印度西方僧團與東方僧團發生的根本分裂，根據南傳佛教《島史》記載是不服第二次結集結論者的“大結集”所導致的。但因為大眾部的《摩訶僧祇律》也記載了第二次集結的有關內容，顯示大眾部同樣接受第二次集結的決議，因此時間應是在第二次集結之後。《島史》稱大眾部是由第二次結集所批判的毘舍離僧團演變而來因而其發源地在毘舍離。就《阿育王傳》所記載的巽伽王朝滅法殘酷程度而言，位於摩揭陀國核心範圍內的毘舍離當時的佛教傳承不會倖存。
現代學者綜合南北傳資料認為，根本分裂是因為戒律問題而引起；在阿育王時，上座部已分化出末田底迦所屬的先上座部與帝須所屬的分別說部，大眾部也開始分化出大天所屬的制多部等，因此現代學者多數支持，根本分裂時間應早於阿育王在位時。

## 大眾律
大眾部《摩訶僧祇律》，法顯《摩訶僧祇律私記》記載為自舍衛城祇园精舍傳出，《高僧法顯傳》又稱其是佛在世時大眾所行之律。

### 小小戒問題
在諸部律藏中對於第一次結集時阿難尊者傳達佛陀遺教“小小戒可捨”這個重大事件，有三種版本：
1. 佛陀在涅槃前已經允許僧眾捨棄小小戒，阿難尊者是傳達既成事實[18]；
2. 佛陀讓阿難尊者傳達遺命“小小戒可捨”，並將這個權力賦予僧伽在一致同意下執行[19]；
3. 佛陀讓阿難尊者在其涅槃前請求為僧眾捨棄小小戒，而阿難尊者沒有提出請求，因而小小戒未捨，並把此事作為阿難尊者需要悔過的事項之一[20]。

所有現存律藏對待戒律的原則都是不捨小小戒，《摩訶僧祇律》絕非例外。

### 四大教與五淨法
《摩訶僧祇律》記載在第一次結集和第二次結集中結集律藏前，都事先明確了結集原則並徵得與會眾人認同，要對諸比丘住處所作制限、國土法、某持戒比丘所行法和某長老比丘所行法這四者依四大教進行取捨，並且不得行本俗法，合稱五淨法：一制限淨、二方法淨、三戒行淨、四長老淨、五風俗淨。上座部諸律記載中，第二次結集前毘舍離僧團所行十事，是在戒律上的十種開許，認可者稱為“十淨”，但反過來說，淨法就是開許，則並不成立。淨法有“開”有“遮”，相比上座部對待戒律的態度而言大眾律要更加靈活，但絕非有人誤讀的那樣一味開許。

### 求乞金錢諍論
在所有律藏中，都明確規定僧侶自身不可受蓄金錢，並規定由淨人來處理涉及金錢的事宜，在波羅提木叉中，規定比丘不得「捉取」金銀，但並沒有規定不得「求乞」金銀。

#### 上座部諸律記載
在諸上座部律藏記載中，因對能否求乞金錢的問題爭議巨大，第二次結集前舉行了滅諍羯磨。部份比丘引用《雜阿含經·摩尼珠髻聚落主經》的記載，主張需要什麼就求乞什麼，無條件的不得求乞金錢，如《十誦律·七百比丘集滅惡法品》：
|  | 長老耶舍陀聞是事已，知是事作非法，遣使詣毘耶離諸白衣所，語言：「沙門釋子，不應乞金銀寶物畜，佛種種因緣，為摩尼周羅聚落主說法：『從今日，比丘！須薪乞薪，須草乞草，須乘借乘，須作人借作人。沙門釋子，是中，佛不聽乞金銀寶物畜。』」 |

但是另一部份比丘所持此經的文句與之有所差異，認為可以為建造房屋購置建材而求乞金錢，如《四分律·七百集法毘尼》記載：
|  | 耶舍伽那子比丘，至毘舍離優婆塞所，語如是言：「……世尊在王舍城時，……珠髻長者，後於異時，往世尊所。……佛言：『……沙門釋子，不應受取金銀，除捨珠寶，不著飾好。……我作是說，聽為竹葦草木故，求乞金銀，終不應自受取金銀，是故離奢。』……」 |

由於第二次結集起因為毘舍離僧團為衣食等而求乞金錢，與之相比房屋不是比丘自身獨自受用的，所以限制了不為自身而求乞也是對毘舍離僧團行為的否定。

#### 大眾律記載
大眾律記載第二次結集由優波離尊者親傳弟子陀娑婆羅主誦，七百大眾合誦。在確定第二次結集是在佛滅百年後舉行的前提下，有人懷疑陀娑婆羅主誦律藏的可能性。大眾律沒有宣稱第二次結集是佛滅一百年後才舉行的，只記載其發生時間在阿難尊者入滅之後。

大眾部律藏記載第二次結集只因「求乞金錢」一事。大眾律未記載諍論具體內容，只簡單的記載大眾合誦律藏，重申了無條件的不得求乞金錢，並強調了諸長老應當隨順受學，《摩訶僧祇律·雜誦跋渠法·七百集法藏》：
|  | 乃至諸長老，是中，須鉢者求鉢，須衣者求衣，須藥者求藥，無有方便得求金銀及錢。如是，諸長老，應當隨順學。 |

就文獻記載而言，後世沒有如毘舍離僧團在第二次結集前做過的那樣，認為可以為衣食等而求乞金錢的部派戒律傳統，當然嚴格規定的戒律是否被嚴格的執行則需另當別論。對是否無條件的不得求乞金錢的根本分歧，導致了第二次結集後的第一次上座部與大眾部的分裂，結合上“律分五部”說法，就是法藏上座及其弟子與僧伽大眾的分裂。

### 第二集法藏
儘管現存五部律藏內容不盡相同，但均源自第二次結集所再次誦出的律藏，至於法藏，同為優波離尊者法統的《善見律毘婆沙·跋闍子品第二集法藏》記載了第二次結集法藏：
|  | 世尊涅槃已一百歲時，毘舍離跋闍子比丘，毘舍離中十非法起。……諸跋闍子修那伽子，名阿須，阿須爾時作王，黨跋闍子等。爾時，長老耶須拘，是迦乾陀子，於跋闍中彷徉而行，聞已，我不應隱住壞十力法，若為方便滅此惡法，即往至毘舍離。……一切應說，此是集毘尼義，七百比丘，不減不長，是名七百比丘集毘尼義。 於集眾中，二萬比丘集，長老耶斯那比丘，發起此事。於跋闍子比丘眾中，長老離婆多問薩婆迦，薩婆迦比丘答。律藏中，斷十非法，及消滅諍法。大德！我等輩，今應出法及毘尼，擇取通三藏者，至三達智比丘。擇取已，於毘舍離婆利迦園中，眾已聚集，如迦葉初集法藏無異。一切佛法中，垢洗除已，依藏更問，依阿含問，依枝葉問，依諸法聚問。一切法及毘尼藏盡出，此是大眾，於八月日，得集竟。 |

赤铜鍱部《善見律毘婆沙》記載中未提及跋闍子比丘對第二次結集結論和誦出的經律有異議，而第三次結集前僧伽不合是混入的“外道”引起的，而在此前後佛陀弟子本身是一味和合的。南傳佛教《島史》轉載並加工了律藏註釋的有關記載，稱跋闍子比丘反對第二次結集結論並舉行了自己的“大結集”，並稱佛滅二百多年後的第三次結集前就分裂成了十八部或二十餘部，這些對幾百年前歷史事件的新說法的更確切來源不明。

## 宗義
大眾部是釋迦牟尼佛涅槃百年第二次結集之後，根本分裂所形成的兩大根本部派之一。據《異部宗輪論》、《異部宗輪論述記》等記載，大眾部主張：佛陀是離情絕欲、威力無邊、壽量無窮的。佛陀的言論都是正法教理，應該全盤接受。現在實有，過去、未來沒有實體。無為法有九種：虛空無為(指無邊無際、永不變易、無任何質礙而能容納一切的空間)、擇滅無為(通過智慧的簡擇斷滅煩惱後所證得的道果)、非擇滅無為(非由正智簡擇力，由緣缺不生等而顯示的寂滅)，空無邊處無為、識無邊處無為、無所有處無為、非想非非想處無為，緣起支性無為、聖道支性無為。心性本淨，無始以來為煩惱等污染，修習佛法可去染返淨。

### 本宗同義
說一切有部《大毘婆沙論》記載了大眾部的宗義：
|  | 頗有一智知一切法耶？……問：何故作此論？答：為止他宗顯己義故。謂或有執：心心所法，能了自性，如大眾部。彼作是說：智等能了為自性故，能了自他，如燈能照為自性故，能照自他。……為止如是他宗異執，顯自所說：諸心心所，不了自性、相應、俱有，補特伽羅性不可得，故作斯論。 頗有二心展轉相因耶？乃至廣說。問：何故作此論？答：為止他宗顯己義故。……或復有執：一補特伽羅，有二心俱生，如大眾部。為止彼宗，明一補特伽羅，無二心俱生。 世第一法，當言欲界？乃至廣說。問：何故作此論？答：……復次、為止他宗差別執故。謂大眾部執：世第一法，通欲、色界繫，所以者何？彼謂：若地有現觀邊諸世俗智，此地即有世第一法。……為止如是他宗別執，顯示己宗故作此論。世第一法，當言欲界繫？色界繫？無色界繫耶？答：應言色界繫。 |

《異部宗輪論》記載的大眾部本宗同義：
|  | 此中大眾部，一說部，說出世部，雞胤部。本宗同義者，謂四部同說。諸佛世尊皆是出世，一切如來無有漏法。諸如來語皆轉法輪，佛以一音說一切法，世尊所說無不如義。如來色身實無邊際，如來威力亦無邊際，諸佛壽量亦無邊際。佛化有情，令生淨信，無厭足心。佛無睡夢。如來答問不待思惟。佛一切時不說名等，常在定故，然諸有情，謂說名等歡喜踊躍。一剎那心，了一切法；一剎那心相應般若，知一切法。諸佛世尊盡智、無生智，恒常隨轉，乃至般涅槃。 一切菩薩入母胎中，皆不執受羯刺藍、頞部曇、閉尸、鍵南為自體。一切菩薩入母胎時，作白象形。一切菩薩出母胎時，皆從右脇。一切菩薩不起欲想、恚想、害想。菩薩為欲饒益有情，願生惡趣，隨意能往。 以一剎那現觀邊智，遍知四諦諸相差別。 眼等五識身有染有離染。色、無色界具六識身。五種色根肉團為體。眼不見色，耳不聞聲，鼻不嗅香，舌不嘗味，身不覺觸。在等引位有發語言，亦有調伏心，亦有諍作意。所作已辦無容受法。諸預流者，心心所法能了自性。 有阿羅漢為餘所誘，猶有無知，亦有猶豫，他令悟入，道因聲起。苦能引道。苦言能助。慧為加行，能滅眾苦，亦能引樂。苦亦是食。第八地中亦得久住。乃至性地法皆可說有退。預流者有退義，阿羅漢無退義。無世間正見，無世間信根。無無記法。入正性離生時，可說斷一切結。諸預流者造一切惡，唯除無間。 佛所說經皆是了義。無為法有九種。一擇滅，二非擇滅，三虛空；四空無邊處，五識無邊處，六無所有處，七非想非非想處；八緣起支性，九聖道支性。 心性本淨，客隨煩惱之所雜染，說為不淨。隨眠非心，非心所法，亦無所緣。隨眠異纏，纏異隨眠，應說隨眠與心不相應，纏與心相應。過去未來非實有體。一切法處非所知，非所識量，非所通達。都無中有。諸預流者亦得靜慮。如是等是本宗同義。 |

### 末宗異義
《異部宗輪論》記載的大眾部末宗異義：
|  | 此四部末宗異義者。如如聖諦，諸相差別，如是如是，有別現觀。有少法是自所作，有少法是他所作，有少法是俱所作，有少法從眾緣生。有於一時二心俱起。道與煩惱容俱現前。業與異熟有俱時轉。種即為芽。色根大種有轉變義，心心所法無轉變義。心遍於身。心隨依境，卷舒可得。諸如是等末宗所執。展轉差別有無量門。 |

大眾部末派提出的根本識，成為唯識學派阿賴耶識學說的前身之一。

## 存世經典
大眾部的經典，大部份都沒有流傳到後世。現存的經典有：
- 漢傳《摩訶僧祇律》來自於大眾部。
- 混合梵語本《大事（英语：Mahāvastu）》源自說出世部。
- 混合梵語本大眾部戒經[87][88]。

## 部派表
- 大眾部
  - 一說部（又稱說出世部）
  - 雞胤部（又稱窟居部、灰山住部）
    - 多聞部
    - 說假部

  - 制多部
    - 西山部（Aparaśaila）
    - 北山部（Uttaraśaila）

  - 說大空部（又稱方廣部）

## 外部連結
- J. J. Jones (1949). The Mahavastu (English translation)（页面存档备份，存于）, including footnotes and glossary
- Abhisamacarikadharma of the Mahasamghika-Lokottaravadins（页面存档备份，存于） (input by Abhisamacarika-Dharma Study Group, Taisho University); GRETIL Archive